# Cheval de selle luxembourgeois
Le cheval de selle luxembourgeois est un stud-book de chevaux de sport, ne répondant pas à la définition d'une race. Il est membre de la WBFSH. Ce stud-book a été sélectionné au Luxembourg à partir de chevaux Selle français, et de Hanovrien et Holsteiner allemands.

## Histoire
Ces chevaux sont également nommés Saddlebred en anglais. L'abréviation de ce stud-book au sein de la WBFSH est « SL ». Comme de nombreux chevaux de sport européens, le SL ne répond pas à la définition d'une race.
Il provient d'une trentaine de reproducteurs Pur-sang, ainsi que de croisements entre chevaux de sport français et allemands. En particulier, des juments de race Hanovrien sont importées entre 1958 et 1970, puis croisées avec des étalons Holsteiner.
La Fédération des Stud-Books Luxembourg Elois (FSBL) est créée le 8 décembre 1970 à Mersch, avec une section pour le cheval de selle. En 1986, 615 individus sont recensés dans ce stud-book selle. Une étape importante dans la création de ce stud-book fut la convention de coopération signée entre la FSBL et le stud-book Zangersheide, le 11 mars, qui prit fin le 31 décembre 1999. Cette même année, la FSBL est dissoute au profit de stud-books autonomes sous le statut d'associations sans but lucratifs. Le stud-book du Cheval de selle luxembourgeois (SCSL) est ainsi officiellement créé le 27 janvier 1999.

## Description
Le guide Delachaux indique une taille de 1,62 m à 1,70 m, tandis que la base de données DAD-IS fournit des mesures de référence allant de 1,62 m en moyenne chez les femelles à 1,68 m en moyenne chez les mâles, pour un poids de 500 à 600 kg. Ce cheval de sport est musclé, et doté de solides membres. Le garrot est sorti, l'encolure est musclée et longue.
Toutes les robes sont admises par le stud-book, sauf le pie, les plus fréquentes étant le bai sous toutes les nuances, et l'alezan.
Le caractère est considéré comme bon, le SL étant réputé par ailleurs pour son intelligence.
Les chevaux sont marqués d'un « L » depuis le début des années 1990. Ce marquage au fer a été agréé le 4 octobre 2000 à Alicante. L'association gestionnaire du stud-book organise des championnats de poulains et expertises d'étalons.

## Utilisations
C'est un cheval de sport, particulièrement adapté au saut d'obstacles et au dressage.

## Diffusion de l'élevage
Ces chevaux sont présents dans tout le Luxembourg. Ils sont signalés comme race en danger d'extinction (2018) sur DAD-IS. Les relevés d'effectifs indiquent une croissance de la population jusque dans les années 2010, le recensement de 2013 ayant permis de dénombrer 2 506 sujets, avec une tendance à la baisse. D'après le guide Delachaux, les naissances annuelles sont de 150 à 200 poulains.